# Andrzej Kudelski (zapaśnik)
Andrzej Kudelski (ur. 14 lutego 1952 w Warszawie) – polski zapaśnik walczący w stylu wolnym, trener, olimpijczyk z Monachium (1972), wielokrotny mistrz Polski, medalista mistrzostw Europy.

## Kariera sportowa
Był zawodnikiem Gwardii Warszawa, w której jego pierwszym trenerem był Jan Żurawski. Na mistrzostwach Polski zdobył złote medale w 1970, 1973, 1975, 1976, 1977, 1978 (kat. 52 kg), srebrny medal w 1972, 1979 (kat. 52 kg), brązowy medal w 1971 (kat. 52 kg) i 1980 (kat. 57 kg).
W 1972 wywalczył mistrzostwo Europy juniorów w kategorii 52 kg. Na igrzyskach olimpijskich w Monachium (1972) zajął w tej samej kategorii 11. miejsce. W 1979 zdobył brązowy medal mistrzostw Europy.
Po zakończeniu kariery sportowej został trenerem w Gwardii Warszawa. Odznaczony Złotym Krzyżem Zasługi (1996) i Krzyżem Kawalerskim Orderu Odrodzenia Polski (2001).
Jego braćmi byli zapaśnicy Tadeusz i Zygmunt. Z Tadeuszem trzykrotnie walczył w finale mistrzostw Polski - dwukrotnie wygrał (1975, 1977), raz przegrał (1979).